# Jefferson Fred Rodriguez
Jefferson Fred Rodriguez (28 februari 1978) is een voormalig Braziliaans voetballer.

## Carrière
Jefferson Fred Rodriguez speelde in 1999 voor Verdy Kawasaki.